# Dźwięki obce
Dźwięki obce – w harmonii wszelkie dźwięki użyte w konstrukcji harmonicznej, ale niebędące składnikami danego akordu wynikającymi z budowy tercjowej bądź z budowy akordu triady z dodaną sekstą.
Dźwięk obcy występuje w danym głosie zamiast właściwego składnika akordu. Może zastąpić zarówno składnik występujący pojedynczo, jak i podwojony. W charakterze dźwięku obcego może zostać użyty dźwięk gamowłaściwy lub chromatycznie zmieniony. Jednocześnie w każdym akordzie może zostać użyta dowolna liczba dźwięków obcych; w praktyce zastąpienie wszystkich składników dźwiękami obcymi zdarza się sporadycznie.
Wyróżnia się dwie kategorie dźwięków obcych:
- dźwięki występujące wraz z akordem - tzw. dźwięki obce pierwszego rodzaju;
- dźwięki następujące po użyciu w danym głosie dźwięku akordowego - tzw. dźwięki obce drugiego rodzaju.

## Dźwięki obce pierwszego rodzaju

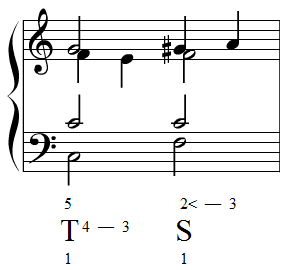
Przykłady użycia opóźnień funkcji harmonicznych w tonacji C-dur

Do tej kategorii zalicza się jeden typ dźwięku obcego - opóźnienie.
Opóźnienie polega na użyciu dźwięku nienależącego do danego akordu na mocniejszej części taktu, wraz z dźwiękami w innych głosach. Opóźnienie wymaga rozwiązania, czyli przejścia ruchem melodii o interwał sekundy w górę lub w dół na dźwięk akordowy (tj. należący do danego akordu) na słabej części taktu lub wyjątkowo na następnej mocnej części taktu - wtenczas może być rozwiązane na dźwięk należący już do innego akordu. Rozwiązanie opóźnienia może nastąpić bezpośrednio, czyli wprost na dźwięk akordowy, albo poprzez kolejne dźwięki opóźniające.
W zapisie funkcyjnym opóźnienie otrzymuje symbol cyfrowy tożsamy z odległością dźwięku opóźniającego od prymy akordu, w którym występuje. Symbol opóźnienia jest połączony kreską poziomą z symbolem przypadającego po nim składnika opóźnianego bądź kolejnego opóźnienia. Jeżeli opóźnienie tworzy dźwięk spoza tonacji, symbol wyposaża się w stosowny znak < lub > oznaczający alterację dźwięku gamowłaściwego w górę lub w dół (nie stosuje się w symbolu znaków chromatycznych).

## Dźwięki obce drugiego rodzaju

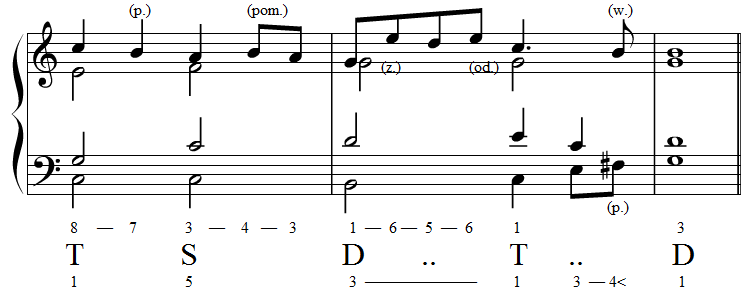
Przykłady użycia dźwięków obcych drugiego rodzaju w tonacji C-dur

Do tej kategorii zalicza się następujące typy dźwięków obcych:

### Dźwięk przejściowy
Jest to dźwięk odległy o interwał sekundy od poprzedzającego go dźwięku akordowego, tworzący z nim oraz z kolejnym dźwiękiem w tym głosie pochód po gamie diatonicznej lub chromatycznej w górę lub w dół. Oznaczany jest symbolem (p.) lub - analogicznie jak w przypadku opóźnienia - symbolem odległości od prymy akordu, połączonym kreską z symbolem składnika poprzedzającego, a jeżeli funkcja nie ulega zmianie - także następnego.

### Dźwięk pomocniczy
Nazwą tą określa się dźwięk położony od dźwięku akordowego o interwał sekundy w górę lub w dół, po którym melodia powraca na dźwięk wyjściowy. Określa się go symbolem (pom.) lub cyfrowo, analogicznie do dźwięku przejściowego.

### Dźwięk zamienny
Dźwięk ten jest odległy o interwał większy od sekundy od poprzedzającego go dźwięku akordowego, za to dokładnie o interwał sekundy od dźwięku, który następuje w danym głosie po nim. Z zasady skok z dźwięku akordowego na zamienny odbywa się w przeciwnym kierunku, niż ruch o sekundę z dźwięku zamiennego na następujący po nim. W notacji używa się skrótu (z.) lub symbolu cyfrowego, analogicznie jak w przypadku dźwięku przejściowego.
Jest odwrotnością dźwięku oderwanego.

### Dźwięk oderwany
Dźwięk ten jest odległy dokładnie o interwał sekundy od poprzedzającego go dźwięku akordowego, za to o interwał większy od sekundy od dźwięku, który następuje w danym głosie po nim. Z zasady ruch o sekundę z dźwięku akordowego na oderwany odbywa się w przeciwnym kierunku, niż skok z dźwięku oderwanego na następujący po nim. W notacji używa się skrótu (od.) lub symbolu cyfrowego, analogicznie jak w przypadku dźwięku przejściowego.
Jest odwrotnością dźwięku zamiennego.

### Dźwięk wyprzedzający
Jest to dźwięk odległy o dowolny interwał od poprzedzającego go dźwięku akordowego lub obcego (np. opóźnienia), za to leżący dokładnie na tej samej wysokości, co dźwięk następujący po nim. Często występuje na granicy taktów, w rozwiązaniu dominanty w kadencji doskonałej lub zwodniczej. Symbolicznie oznaczany jest skrótem (w.), nie używa się notacji cyfrowej.

## Zasady wprowadzania dźwięków obcych

### Ogólne
Użycie dźwięków obcych w budowie harmonicznej utworów muzycznych jest powszechne i nie podlega żadnym ograniczeniom. Dźwięki obce są podstawowym nośnikiem konstruowania linii melodycznych utworów muzycznych. Dokonując figuracji poprzez wprowadzanie dźwięków obcych do konstrukcji harmonicznych w konwencji barokowej czy klasycznej należy jednak pamiętać o tym, aby ich użycie nie prowadziło do powstania zabronionych ruchów głosów, czyli np. ukośnego brzmienia półtonu albo pochodów kwint czy oktaw równo- i przeciwrównoległych.

### Dominanta z podwójnym opóźnieniem

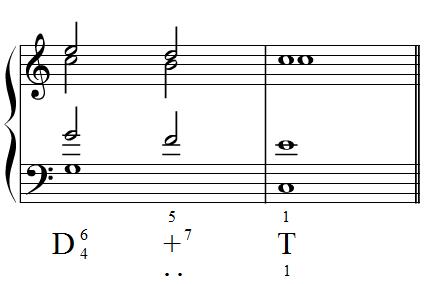
Kadencja doskonała: dominanta "sześć-cztery" - dominanta septymowa - tonika niepełna w tonacji C-dur.

Podwójne opóźnienie dominanty jest powszechnie stosowanym zabiegiem w kadencji doskonałej lub zwodniczej, tworzącym tzw. kadencję rozszerzoną. W takim przypadku opóźnia się tercję trójdźwięku dominantowego przez kwartę, a kwintę przez sekstę, otrzymując tzw. dominantę "sześć-cztery". W zapisie funkcyjnym rozwiązanie opóźnienia dominanty "sześć-cztery" notuje się poprzez wprowadzenie symbolu powtórzenia funkcji, a nad nim znaku "+" na oznaczenie akordu durowego (ewentualnie z dookreśleniem występowania septymy lub nony) oraz stosownej pozycji akordu. Jeżeli dominanta "sześć-cztery" występuje z prymą w najwyższym głosie, opóźnienie należy rozwiązać swobodnie, tzn. nie prowadzić dźwięków opóźniających wprost na zastępowane przez nie dźwięki akordowe, tylko w taki sposób, aby dominanta po rozwiązaniu znajdowała się w pozycji tercji lub kwinty.